# Lady Gaga Fame

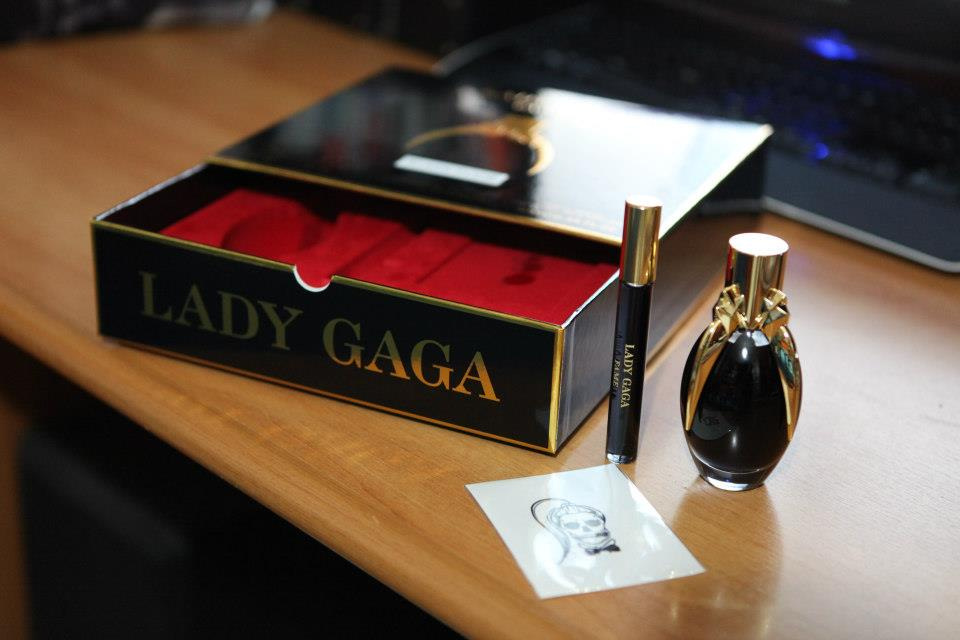

A Lady Gaga Fame egy női parfüm Lady Gaga amerikai énekesnőtől. 2012. augusztus 22-én jelent meg a Guggenheim Múzeumban és a Macy’s üzleteiben az Egyesült Államokban és különféle üzletekben az Egyesült Királyságban, majd világszerte szeptemberben került a boltok polcaira az énekesnő Haus Laboratories kiadójával és a Coty Inc. kozmetikai vállalattal együttműködve. A promóciós anyagok szerint a parfüm nem a klasszikus piramis illatstruktúrát alkalmazza, hanem az úgynevezett „push-pull technológiát”. Ennek a segítségével vegyítették a nadragulya, a tigis orchidea, a tömjén, a sárgabarack, a sáfrány és a méz illatjegyeit. 2013-ig az énekesnő első parfümjéből több mint 30 millió példányt értékesítettek és több mint 1,5 millió dolláros bevételt értek el vele világszerte.

## Előkészületek
2010 júliusában a brit Marketing magazin arról számolt be, hogy Lady Gaga énekesnő a Coty Inc.-kel együttműködve egy „szokatlan” parfümön dolgozik, amelyet az év karácsonyán fognak bemutatni egy nagy marketingkampány keretében. „Nem tudok semmit erről a projektről,” mondta el Steve Mormoris a Coty Beauty alelnöke a hír kapcsán. „Semmi sem igaz a pletykából.” Néhány hónappal később szeptemberben Mormoris bejelentette, hogy az énekesnő aláírt egy hosszú távú megállapodást a Coty-val, hogy a nevével fémjelezve parfümöket dobjanak piacra, az első ezek közül pedig 2012 tavaszára várható majd. 2012 júniusában a Coty bejelentette, hogy a parfüm neve Lady Gaga Fame lesz.

## Illat és csomagolás
2011 elejétől kezdve olyan híresztelések láttak napvilágot a parfümről, hogy Gaga azt akarja, hogy vér és sperma szagú legyen majd. A csomagoláson olvasható információk szerint a Fame illatjegyeit „a nadragulya könnyei, a tigrisorchidea összetört szíve a tömjén fekete fátylával, porlasztott sárgabarack illetve a sáfrány és a méz cseppjeinek kombinált esszenciájával” állították össze. Szintén a csomagoláson olvasható, hogy a legtöbb parfüm által használt piramis szerkezet helyett a Lady Gaga Fame a „push-pull technológiát” alkalmazza, amelynél minden összetevő illatjegyének aspektusa megjelenik fontossági sorrend nélkül. Ahelyett, hogy felső, középső és alapjegyeket használna, a parfüm három elem harmóniájából épül fel: „a sötét” (ez tartalmazza a nadragulya jegyeit), „az érzéki” (ez tartalmazza a méz, a sáfrány és a sárgabarack jegyeit) és „a világos” (ez tartalmazza a tigris orchidea jegyeit). Ezek együtt egy virágos, gyümölcsös illatot hoznak létre.
A parfüm a hírnév és vagyon vonzerejére utal az édes illatával és arany koronájával; ez a téma Gaga karrierjében többször is megjelenik. A mérgező nadragulya felhasználása a fekete folyadék mellett a hírnév egyénre kiható sötét és pusztító hatását képviseli. Gaga a csomagolás hátulján azt állítja, hogy a parfüm „fekete, mint a hírnév lelke”.
Egyedi módon a Fame egy fekete színű parfüm, amely miután kifújják és levegőbe kerül átlátszóvá válik; olvasható a Coty Inc sajtóanyagában. Ez az első parfüm, amely ilyen technológiát alkalmaz. Az üveget Gaga és Nick Knight fényképész tervezték meg, a Billboard magazin szerint pedig „egyszerű és nem csicsás” illetve „egy különleges földönkívüli kinézetű aranykupak koronázza meg”. A parfüm kétféle változatban jelent meg: egy olcsóbb változatban kisebb üveggel és műanyag kupakkal, illetve egy drágább „premier változatban”, amely ismert még Le Masterpiece néven is, aminek nagyobb üvege és kemény fémkupakja volt.

## Megjelenés és fogadtatás
A Lady Gaga Fame 2012 szeptemberében jelent meg világszerte az énekesnő saját Párizs-központú Haus Laboratories kiadóján keresztül a Coty Inc.-kel együttműködve. Az Egyesült Államokban először augusztus 22-én jelent meg a Macy’s üzleteiben. A reklámkampányát Steven Klein rendezte és fotózta. A reklámban szereplő képeket a Gulliver utazásai című regényhez hasonlították. 2012. július 18-án egy fekete-fehér rövidfilmet mutattak be a parfüm népszerűsítésére Formulation címmel, amelyet Todd Tourso, Reggie Know, Rob English és Kenneth Robin készítettek. A videó úgy kezdődik, hogy két munkaruhás férfi kinyitja egy labor ajtaját, ahol aztán négy kidolgozott testű tudós nagy odafigyeléssel folyadékokat önt lombikokba. Gaga nem jelenik meg a felvételen. 2012 szeptemberében Gaga a Vogue magazin borítóján jelent meg, hogy reklámozza a parfümöt. Hat hónappal a megjelenése után a parfüm 30 millió dollár bevételt termelt az Egyesült Államokban.

### Promóciós videó
2012. augusztus 14-én Gaga bemutatott egy 30 másodperces előzetest a Lady Gaga Fame reklámjából, amelyben az énekesnő Scheiße című dala hallható a háttérben. 2012. augusztus 23-án, egy nappal a parfüm hivatalos megjelenését követően a Macy’sben, Gaga megjelentetett egy második reklámot is. Ebben az látható, ahogy Gaga egy fekete anyagot vakar le egy férfi modell arcáról. A reklám végén Gaga „Gulliver póza” egy aranyszínű szoborrá válik, ami a Le Masterpiece kiadás kupakjához hasonlít. Még ugyanezen napon egy harmadik reklám is megjelent a televízióban.
A reklám teljes hosszúságú változatát 2012. szeptember 13-án mutatták be a New York-i Guggenheim Múzeumban, majd később az interneten is elérhetővé vált a LittleMonsters.com weboldalon. A videót Steven Klein rendezte, aki korábban az énekesnő Alejandro című dalához készült klipjét is készítette.

## Fordítás
- Ez a szócikk részben vagy egészben  a   Lady Gaga Fame című angol Wikipédia-szócikk fordításán alapul.  Az eredeti cikk szerkesztőit annak laptörténete sorolja fel. Ez a jelzés csupán a megfogalmazás eredetét és a szerzői jogokat jelzi, nem szolgál a cikkben szereplő információk forrásmegjelöléseként.